# 내 청춘 황혼에 지다
"내 청춘 황혼에 지다"는 1966년 공개된 대한민국의 영화이다.

## 배역
- 신성일
- 허장강
- 문희
- 강문희
- 남미리